# Fågel Fenix (Harry Potter)

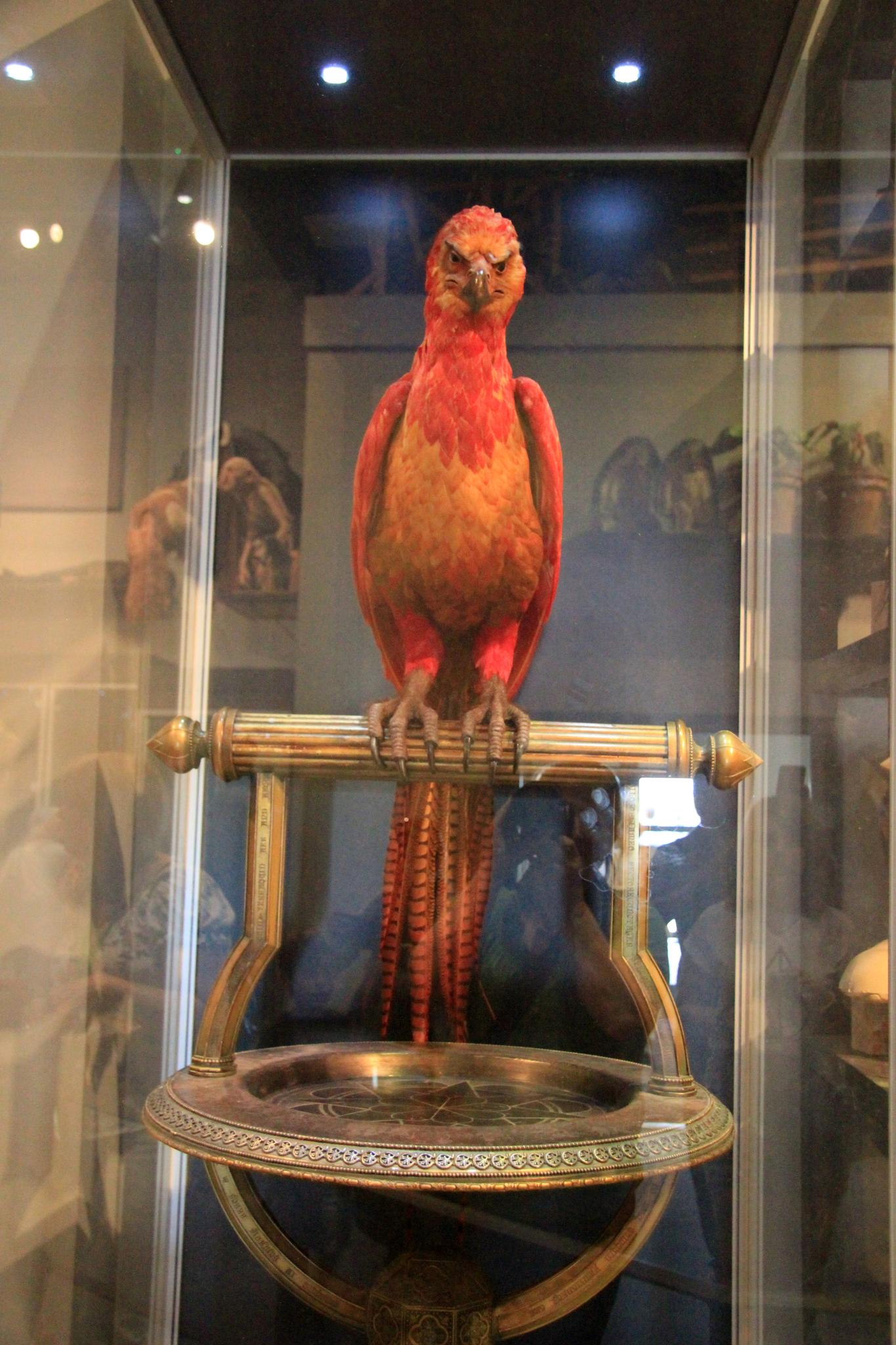

Fågel Fenix är ett fabeldjur som nämns i böckerna om Harry Potter. Den är som vuxen stor som en svan och har klarröda fjädrar över hela kroppen, med undantag av de gyllene stjärtfjädrarna och en orange näbb.

## Magiska egenskaper
- Läkande tårar
- Magisk sång, som stärker goda och skrämmer illasinnade
- Självantänder och återuppstår, när den nått en viss ålder
- Kan svälja dödliga förbannelser (med återfödsel som enda effekt)
- Kan bära tunga saker (T. ex. Ron och Ginny Weasley, Harry Potter och Gyllenroy Lockman samtidigt)
- Kan försvinna och dyka upp någon annanstans

## Förekomst
Det enda kända exemplaret är Fawkes, som är Albus Dumbledores husdjur. Denna hjälper flera gånger Harry Potter i hans kamp mot Basilisken i Hemligheternas Kammare.